# Melanichneumon flavicarina
Melanichneumon flavicarina är en stekelart som beskrevs av Heinrich 1961. Melanichneumon flavicarina ingår i släktet Melanichneumon och familjen brokparasitsteklar. Inga underarter finns listade i Catalogue of Life.